# Justin Wright-Foreman
Justin Wright-Foreman (Queens, 27 ottobre 1997) è un cestista statunitense.

## Carriera
Dopo aver trascorso la carriera universitaria con gli Hofstra Pride, nel 2019 si dichiara eleggibile per il Draft NBA, venendo chiamato con la cinquantatreesima scelta assoluta dagli Utah Jazz.

## Statistiche

### College
| Anno      | Squadra       | PG  | PT | MP   | TC%  | 3P%  | TL%  | RP  | AP  | PRP | SP  | PP   |
| --------- | ------------- | --- | -- | ---- | ---- | ---- | ---- | --- | --- | --- | --- | ---- |
| 2015-2016 | Hofstra Pride | 27  | 0  | 4,1  | 44,7 | 23,5 | 54,5 | 0,3 | 0,1 | 0,1 | 0,1 | 1,6  |
| 2016-2017 | Hofstra Pride | 32  | 17 | 28,3 | 49,3 | 37,2 | 76,4 | 3,6 | 1,6 | 0,8 | 0,1 | 18,1 |
| 2017-2018 | Hofstra Pride | 31  | 30 | 37,8 | 44,9 | 36,6 | 79,9 | 3,3 | 3,2 | 0,8 | 0,2 | 24,4 |
| 2018-2019 | Hofstra Pride | 35  | 35 | 37,7 | 51,1 | 42,5 | 86,4 | 4,0 | 2,9 | 0,9 | 0,2 | 27,1 |
| Carriera  | Carriera      | 125 | 82 | 28,1 | 48,3 | 38,6 | 81,1 | 2,9 | 2,1 | 0,7 | 0,2 | 18,6 |

### NBA

#### Regular Season
| Anno      | Squadra   | PG | PT | MP   | TC%  | 3P%  | TL%  | RP  | AP  | PRP | SP  | PP  |
| --------- | --------- | -- | -- | ---- | ---- | ---- | ---- | --- | --- | --- | --- | --- |
| 2019-2020 | Utah Jazz | 4  | 0  | 11,3 | 35,0 | 20,0 | 75,0 | 1,3 | 1,8 | 0,5 | 0,0 | 4,8 |
| Carriera  | Carriera  | 4  | 0  | 11,3 | 35,0 | 20,0 | 75,0 | 1,3 | 1,8 | 0,5 | 0,0 | 4,8 |

### G League
| Anno      | Squadra        | PG | PT | MP   | TC%  | 3P%  | TL%  | RP  | AP  | PRP | SP  | PP   |
| --------- | -------------- | -- | -- | ---- | ---- | ---- | ---- | --- | --- | --- | --- | ---- |
| 2019-2020 | S.L.C. Stars   | 36 | 33 | 28,1 | 46,4 | 40,3 | 79,7 | 3,1 | 2,6 | 0,6 | 0,1 | 17,3 |
| 2020-2021 | Erie BayHawks  | 15 | 1  | 23,8 | 50,3 | 43,4 | 58,8 | 2,3 | 2,2 | 0,7 | 0,1 | 12,8 |
| 2021-2022 | Birm. Squadron | 14 | 0  | 24,7 | 46,7 | 39,5 | 72,7 | 3,1 | 1,7 | 0,9 | 0,0 | 12,3 |
| 2022-2023 | Westch. Knicks | 18 | 6  | 25,3 | 46,1 | 45,1 | 84,6 | 3,1 | 3,3 | 0,8 | 0,2 | 14,6 |
| 2023-2024 | Capitanes C.M. | 12 | 10 | 29,8 | 44,5 | 35,6 | 76,2 | 2,5 | 4,3 | 0,5 | 0,1 | 18,3 |
| Carriera  | Carriera       | 95 | 50 | 26,6 | 46,6 | 40,6 | 77,3 | 2,9 | 2,7 | 0,7 | 0,1 | 15,4 |